# Pistolet maszynowy M3
M3 (pot. Grease Gun, pol. „smarownica”) – amerykański pistolet maszynowy opracowany w trakcie II wojny światowej, jako tańsza i lepiej przystosowana do produkcji masowej alternatywa dla pistoletów maszynowych Thompson. Używany do lat 90 XX wieku.

## Historia

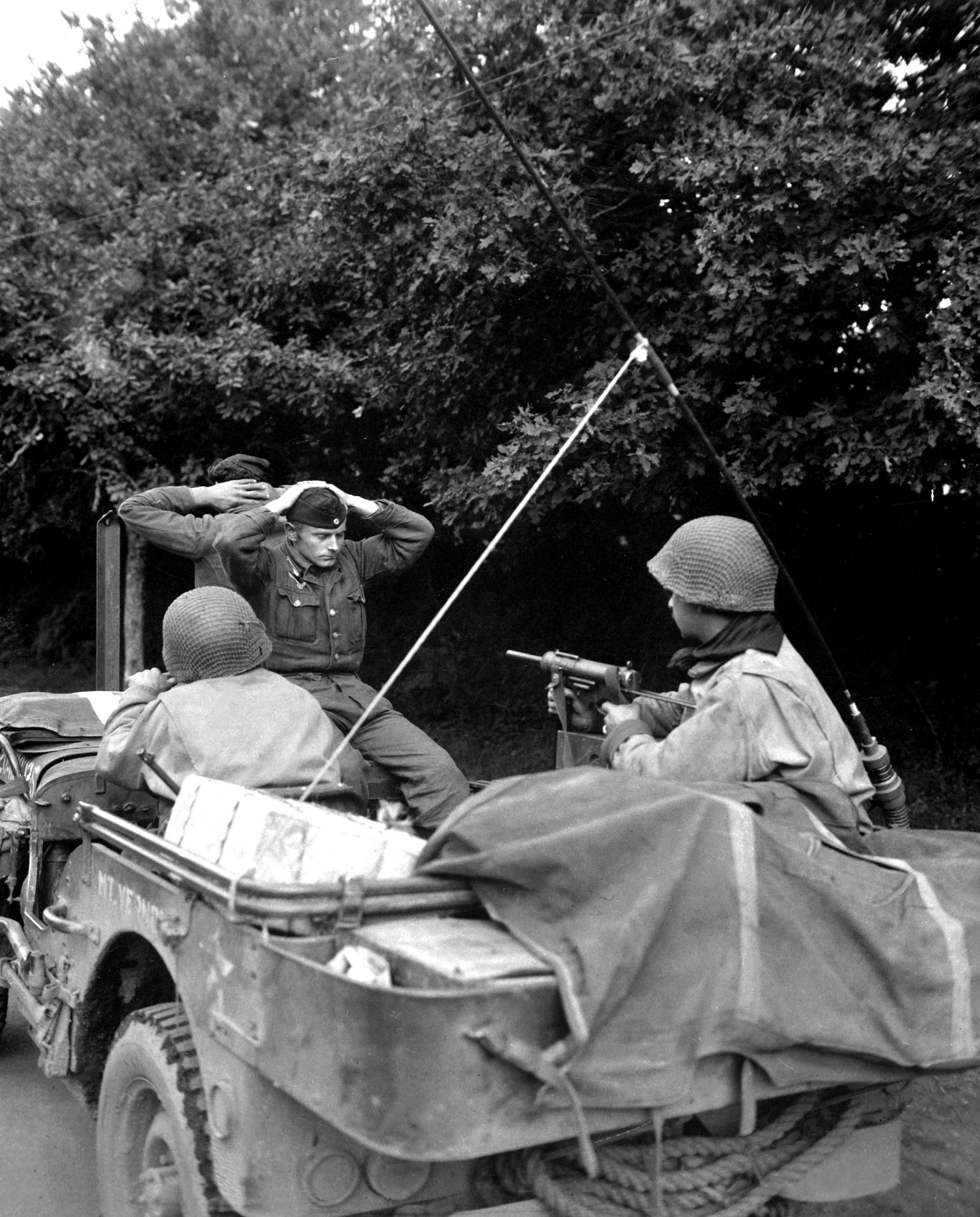
Amerykański żołnierz uzbrojony w pistolet maszynowy M3 z niemieckimi jeńcami wojennymi w Bretanii

Pod koniec lat 30 XX wieku armia amerykańska używała pistoletów maszynowych Thompson M1928A1, broni skomplikowanej – działającej na zasadzie odrzutu zamka półswobodnego i drogiej w produkcji, a przy tym mało celnej. Po wybuchu II wojny światowej opracowano uproszczony pistolet maszynowy Thompson M1 działający na zasadzie odrzutu zamka swobodnego, ale koszty jego produkcji były nadal wysokie. Wiele krajów biorących udział w wojnie posiadało proste w produkcji pistolety maszynowe, dlatego gdy do rąk Amerykanów trafiły niemieckie MP 40, oraz brytyjskie Steny, rozpoczęto prace nad nową bronią o maksymalnie uproszczonej i taniej konstrukcji.
Nowy pistolet opracowali w 1942 George Hyde (konstruktor kilku typów pistoletów maszynowych produkowanych w małych seriach w latach trzydziestych, w tym M2) i Frederick Sampson (pracownik General Motors, specjalista w zakresie głębokiego tłoczenia). Ze względu na podobieństwo nowej broni do używanej w warsztatach samochodowych smarownicy, żołnierze nazwali ją nieoficjalnie właśnie tym mianem (ang. grease gun). Początkowo broń projektowano jako program prywatny, na niestandardowy w USA nabój 9 mm Parabellum, gdyż miała być przeznaczona w ramach pomocy wojskowej dla Wielkiej Brytanii, lecz Korpus Uzbrojenia przejął program i zażądał opracowania wersji na standardowy nabój .45 ACP. Unikalną cechą była możliwość dostosowania każdego egzemplarza do strzelania nabojem 9 mm lub 11,43 mm, przez wymianę lufy, zamka i wkładki gniazda magazynka. Pierwsze prototypy broni, oznaczonej T20, testowano w listopadzie 1942, a 11 stycznia 1943 została ona przyjęta do uzbrojenia jako standardowy pistolet maszynowy M3.
Nowa broń w porównaniu z Thompsonem była prostsza w budowie, a tłoczona konstrukcja pozwoliła na masową produkcję. Była przy tym pewniejsza w działaniu i dzięki mniejszej szybkostrzelności, dwukrotnie celniejsza (podczas testów, 97 pocisków na 100 trafiło w tarczę 6 × 6 stóp z odległości 45 m, a w przypadku Thompsonów – 49–50). Produkcja seryjna rozpoczęła się w maju 1943. Do zakończenia drugiej wojny światowej wyprodukowano 606 694 sztuk pistoletów maszynowych M3 i 82 281 ich zmodernizowanej w 1944 wersji M3A1. Produkcję pistoletów maszynowych M3A1 wznowiono w czasie wojny koreańskiej, kiedy w latach 1950–53 wyprodukowano dodatkowo 33 227 sztuk.
Jako uzbrojenie pomocnicze załóg pojazdów pancernych, M3 były używane do lat 90. Ostatnie egzemplarze znajdowały się na wyposażeniu niektórych jednostek pancernych podczas operacji Pustynna Burza. Ostatecznie w amerykańskich siłach zbrojnych pistolety M3 zostały zastąpione przez karabinki M4, nadal jednak służą jako broń pomocnicza w innych krajach, np. jako broń załóg wozów bojowych i oddziałów specjalnych filipińskiej piechoty morskiej.

## Wersje
- M3 – pierwsza wersja seryjna
- M3A1 – wersja zmodernizowana z 1944 roku z wieloma usprawnieniami:
  - brak korby do napinania zamka, w zamian zamek napinany palcem wkładanym w specjalne wycięcie,
  - wzmocniona sprężyna powrotna w celu uniknięcia zacięć broni,
  - większe okno wylotowe łusek,
  - wzmocnione przyrządy celownicze,
  - wbudowany w kolbę przyrząd do ładowania magazynków.

## Konstrukcja
Pistolet maszynowy M3 był indywidualną bronią samoczynną działającą na zasadzie odrzutu zamka swobodnego i strzelającą z zamka otwartego. Mechanizm spustowy nie posiadał przełącznika rodzaju ognia, ale ze względu na niską szybkostrzelność (400–450 strzałów na minutę) przy pewnej wprawie można było strzelać także ogniem pojedynczym. Zamek był napinany korbą umieszczoną z prawej strony mechanizmu spustowego, później zastąpioną specjalnym wycięciem na palec. Zasilanie odbywało się z 30 nabojowych magazynków pudełkowych o charakterystycznym kształcie zwężającym się ku górze. Naboje były ułożone w magazynku dwurzędowo, ale przy samej górze magazynek zwężał się i naboje układały się w jeden rząd. Taki sposób umieszczenia amunicji był dużą wadą broni, gdyż wymagał używania specjalnego przyrządu do ładowania magazynków, a ponadto delikatna ich konstrukcja była bardzo wrażliwa na zanieczyszczenia i powodowała czasami zacięcia. W późniejszym okresie stosowano plastikowe przykrywki na górną część magazynka, aby chronić je przed zabrudzeniem, a od wersji M3A1 zintegrowano z kolbą przyrząd do ładowania magazynków.
Przyrządy celownicze stałe miały postać muszki i celownika przeziernikowego ustawionego na odległość 100 jardów). Kolba metalowa, wysuwana. Na końcu lufy można było zamocować stożkowy tłumik płomieni lub tłumik dźwięku dla celów służb specjalnych.